# Hycleus caffra
Hycleus caffra is een keversoort uit de familie van oliekevers (Meloidae). De wetenschappelijke naam van de soort is voor het eerst geldig gepubliceerd in 1872 door Marseul.